# Такэда, Сокаку
Сокаку Такэда (яп. 武田 惣角 Такэда Сокаку, 10 октября 1859 — 25 апреля 1943) — основатель одной из школ Дзю-дзюцу, известной как Дайто-рю Айки-дзюцу. Родился в провинции Айдзу (современная префектура Фукусима).

## Начало пути
Сокаку Такэда — сын Сокити Такэды, который был известным мастером сумо и чемпионом клана Айдзу. Сокити Такэда также превосходно владел мечом и копьём, у него было собственное додзё. Предполагается, что первые навыки Сокаку получил в додзё своего отца.
Дед Сокаку, Соэмон Такэда (1758—1853) был известным мастером айки-дзюцу, наследником секретных техник, передаваемых через века ещё от прародителя рода Такэда — Минамото Ёсимицу.
В юности Сокаку изучал технику владения мечом в школе Оно Ха Итто-рю под руководством Томы Сибуи в Токио и в школе Дзикисинкагэ-рю у Кэнкити Сакакибара.
В 1886 году Сокаку получил Мэнкё Кайдэн (свидетельство об окончании) школы Оно Ха Итто-рю. В июне того же года умер его старший брат, и семейные обязанности заставили его вернуться в родную провинцию Айдзу. По возвращении он встретил Таномо Сайго, главу клана Айдзу, который был учеником Соэмона Такэды и мастером меча школ Мидзогути Ха Итто-рю и Косю-рю Гунгаку. У Таномо Сайго Сокаку изучал айки-дзюцу, включавшее работу с копьём, мечом и другими видами оружия и, как легко догадаться, был очень способным учеником.
Сокаку вдоль и поперек объездил Японию, соревнуясь со всяким сколько-нибудь заметным мастером боевых искусств, который только принимал его вызов. Он не просил поблажек или особых условий при встречах с теми, кто считался сильнее его. Фактически, он уменьшал свои преимущества, используя только излюбленное оружие своего противника, то есть сражался копьём против мастера копья, мечом против мастера меча.
Он не терял уверенности в себе, а число его учеников, невзирая на непрерывные разъезды и отсутствие постоянного тренировочного зала, превысило 30 тысяч, и среди них были дворяне, члены правительства, бывшие даймё и высокопоставленные чиновники.

## Истории с участием Сокаку Такэда

### Разбойник
В 1910 году сельскую местность, по которой путешествовал Сокаку, терроризировал жестокий грабитель. Люди боялись с наступлением сумерек выходить на улицу. Полиция, несмотря на усилия, не смогла с ним покончить. С появлением Сокаку Такэда разбои прекратились. И через некоторое время полиция обнаружила труп разбойника на рисовом поле недалеко от дороги, где проходил Такэда. Местных жителей и полицию вполне устраивал такой исход дела, и Сокаку Такэда не стали привлекать к ответственности.

### Бой с 50 рабочими
Существует реальная история о том, что Сокаку подрался с 50 дорожными рабочими и вышел из этой схватки невредимым. Вот как она примерно выглядит:

Такэда участвовал в столкновении с полусотней дорожных рабочих и вышел из него невредимым, нанеся большой ущерб превосходящим силам врага.
В то время многие дорожные и строительные рабочие набирались из бывших преступников или бандитов. Они были жестокими, агрессивными, обычно не имели постоянного дома, кочуя в поисках работы и проводя свободное время в драках и пьянках. Для полиции это было настолько большой проблемой, что смерть от ран, полученных в столкновениях с ними, регистрировали как вызванную естественными причинами, чтобы соблюсти формальности и избежать беспокойства.
Сначала Такэда просто бросил на землю нескольких нападающих, вооружённых тобигути (длинными шестами с железными крюками на конце), железными прутьями и наконечниками копий. Но когда в ход пошли мечи, Такэда тоже вынужден был использовать меч. Будучи непревзойдённым мастером меча, он убил девятерых бандитов. Остальным пришлось отступить, спасая собственные жизни.
Этот случай ещё раз доказывает эффективность айки-дзюцу как комплексной боевой системы. Мастер айки-дзюцу способен без колебаний переходить от работы без оружия к работе с любым оружием.

Американский историк японских боевых искусств Донн Дрэгер в своей книге «Современные будзюцу и будо» со ссылкой на записи в полицейской хронике даёт другую версию этого происшествия. Из описания событий следует, что драку во многом спровоцировал сам Такэда, который ходил по современным улицам со средневековым мечом, а когда рабочие поинтересовались, не стало ли фехтование устаревшим занятием — ответил им довольно грубо. В завязавшейся драке он вовсе не разогнал бандитов, оставшись без единой царапины, а наоборот:

…Избитый, он упал на землю. Рабочие разом набросились на него. Один из них зацепил тело упавшего Сокаку с помощью багра. Сокаку ожидала неминуемая смерть. Но в этот момент появились конные полицейские, и спасли жизнь Сокаку. Разогнав толпу рабочих, полиция обнаружила двенадцать убитых и ещё больше раненых; Сокаку же лежал без сознания, истекающий кровью, но так и не выпустивший из рук свой драгоценный меч. Последовавший суд оправдал Сокаку, сняв с него все обвинения со стороны рабочих. Сайго Таномо Тикамаса наставлял Сокаку: «Жизненный уклад уже не тот, что был в период Эдо, время мечей прошло. Стычка произошла из-за того, что ты был при оружии. Отложи меч в сторону и займись дзю-дзюцу». Но прошло немало времени прежде, чем Сокаку внял данному совету

### Стычка с американцем
В 1904 году Чарльз Перри, американец, преподававший английский язык в Высшей школе Сэндай, имел в поезде стычку с Сокаку. Перри не понравился вид одетого в поношенную одежду пассажира путешествующего в вагоне первого класса, и он попросил кондуктора проверить у него билет. Когда Сокаку потребовал, чтобы ему объяснили на каком основании проверяют билет только у него одного, кондуктор ответил, что делает это из-за жалобы американца. Разъярённый Сокаку вскочил со своего места и бросился к Перри выяснять отношения. Перри встал, уверенный, что его шестифутовый (180 см) рост испугает миниатюрного японца. Однако Сокаку быстро перехватил кулак Перри, надавил на болевую точку и бросил противника на стену вагона. После того как Перри оправился от болевого приёма, потрясённый тем, что с ним легко справился значительно меньший его человек, смиренно извинился и попросил обучить его этому искусству. Через Перри молва об эффективности техники Сокаку достигла американского президента Теодора Рузвельта. Сокаку отправил своего ученика Сюнсо Хораду, полицейского офицера из Сэндай, в Соединённые Штаты, где тот на протяжении трёх лет обучал американского лидера и членов правительства.